# NGC 3652
NGC 3652 је спирална галаксија у сазвежђу Велики медвед која се налази на NGC листи објеката дубоког неба.
Деклинација објекта је + 37° 45' 54" а ректасцензија 11h 22m 39,0s. Привидна величина (магнитуда) објекта NGC 3652 износи 12,1 а фотографска магнитуда 12,8. Налази се на удаљености од 33,5000 милиона парсека од Сунца. NGC 3652 је још познат и под ознакама UGC 6392, MCG 6-25-55, CGCG 185-49, ARAK 291, IRAS 11199+3802, PGC 34917.